# Enrico Garozzo
Enrico Garozzo (Catania, 1989. június 21. –) olimpiai és Európa-bajnoki ezüstérmes olasz párbajtőrvívó, Daniele Garozzo olimpiai, világ- és Európa-bajnok tőrvívó bátyja.